# Nuevo Progreso, Michoacán de Ocampo
Nuevo Progreso är en ort i Mexiko.   Den ligger i kommunen Puruándiro och delstaten Michoacán de Ocampo, i den centrala delen av landet, 270 km väster om huvudstaden Mexico City. Nuevo Progreso ligger 1 958 meter över havet och antalet invånare är 548.
Terrängen runt Nuevo Progreso är huvudsakligen kuperad, men den allra närmaste omgivningen är platt. Terrängen runt Nuevo Progreso sluttar västerut. Runt Nuevo Progreso är det ganska tätbefolkat, med 70 invånare per kvadratkilometer. Närmaste större samhälle är Puruándiro, 14,8 km öster om Nuevo Progreso. I omgivningarna runt Nuevo Progreso växer huvudsakligen savannskog.